# Mandéen
Cet article concerne la langue. Pour le peuple, voir Mandéens.

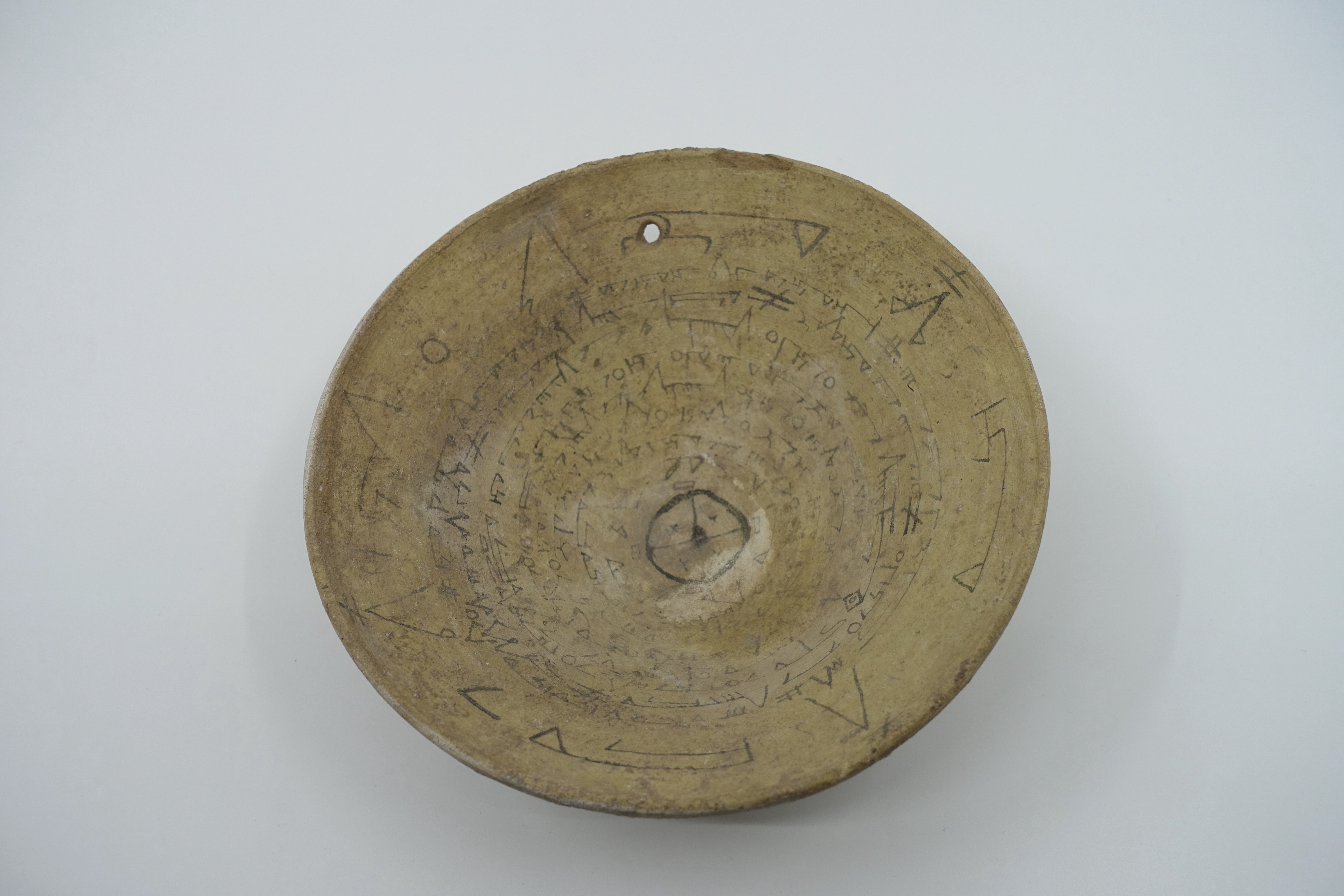
Bol d’incantation d’origine de Mésopotamie, daté entre le avec inscription en mandéen. Aujourd'hui dans la collection du Musée juif de Suisse.

Le nom mandéen s'applique à trois réalités linguistiques différentes :
- le mandéen classique qui est la langue liturgique du mandéisme (Irak, Iran) ;
- le mandéen post-classique ;
- le néo-mandéen ou mandéen moderne qui est une langue vivante utilisée comme langue quotidienne par une petite communauté en Iran.

## Mandéen classique
Il s'agit d’un dialecte araméen oriental, parlé au Ier millénaire de l’ère chrétienne en Basse-Mésopotamie, et très proche de la langue du Talmud de Babylone.
Son grand intérêt pour le linguiste provient du fait qu’il représente une forme plus pure et plus authentique de l’araméen oriental que la langue des Juifs babyloniens, laquelle est nettement influencée par l'hébreu et par l'araméen occidental (palestinien). Il ne présente pas non plus la forte influence du grec qu’on constate en syriaque.
Bien que les divers recueils de la littérature religieuse mandéenne aient été constitués définitivement entre le VIIe et le Xe siècle apr. J.-C., ils comprennent des textes dont certains remontent au IIe ou au IIIe siècle.
Le grand orientaliste allemand Theodor Nöldeke a publié une Mandäische Grammatik à Halle en 1875.

## Mandéen moderne
Le mandéen moderne, néo-mandéen ou ratna est un des dialectes araméens encore vivants de nos jours : il est parlé à Ahvaz, capitale de la province du Khouzestan, dans le sud-ouest de l'Iran, par quelques centaines de locuteurs (un autre groupe de locuteurs, dans la ville de Khorramshahr, s'est dispersé dans les années 1980 à cause de la destruction de cette ville pendant la guerre Iran-Irak).
C'est le seul dialecte araméen actuel que l'on puisse précisément rattacher à un dialecte antique, et on le considère comme le plus conservateur par sa grammaire, d’où son intérêt pour les linguistes. Il a cependant subi fortement l’influence du persan dans son vocabulaire, et a donc intégré dans sa phonologie (ainsi dans son alphabet spécifique) le phonème représenté par la consonne arabe ayin, fréquemment utilisée dans les mots persans.